# Cincinnati Literary Gazette
Cincinnati Literary Gazette (abreviado Cincinnati Lit. Gaz.) fue una revista científica con ilustraciones y descripciones botánicas que fue publicada en los Estados Unidos desde 1824 hasta 1825.
La revista contenía poesía, cuentos, biografías, reseñas de libros, y comunicaciones literarias, también incluía artículos de historia y de historia natural, secciones de música,  matemáticas y política, además de un resumen de noticias y novedades científicas.